# Fuente Santa (Almería)
Fuente Santa es un despoblado español perteneciente al municipio de Gérgal, en la provincia de Almería, comunidad autónoma de Andalucía. Está situado en la parte meridional de la comarca de Los Filabres-Tabernas. Cerca de esta antigua localidad se encuentran los núcleos de Las Alcubillas y La Estación.
Fuente Santa se enmarca dentro del paraje natural del Desierto de Tabernas, en la margen izquierda de la rambla de Gérgal.

## Demografía
Según el Instituto Nacional de Estadística de España, desde el año 2024 Fuente Santa no cuenta con ningún habitante censado.

### Evolución de la población
| Gráfica de evolución demográfica de Fuente Santa entre 2000 y 2024 |
|                                                                    |
| Datos según el nomenclátor publicado por el INE.                   |

## Comunicaciones
Algunas distancias entre Fuente Santa y otras ciudades:
| Ciudades | Distancia (km) |
| -------- | -------------- |
| Gérgal   | 16             |
| Tabernas | 37             |
| Almería  | 54             |
| Granada  | 126            |
| Jaén     | 183            |
| Murcia   | 228            |

### Carreteras
No hay carretera asfaltada hasta Fuente Santa. La única forma de acceso es través de Las Alcubillas, a la cual se accede a través de las carreteras provinciales AL-3410 y AL-3407. Desde allí a través de siete kilómetros a través de las ramblas de las Alcubilllas, la de Gérgal y caminos de tierra se llega al despoblado.

### Ferrocarril
La estación de Fuente Santa actualmente no dispone de servicio de viajeros, aunque puede ser utilizada como apartadero para efectuar cruces entre trenes de viajeros y de mercancías. La estación se encuentra en el punto kilométrico 219,692 de la línea férrea de ancho ibérico Linares-Almería, entre las estaciones de Gérgal y de Santa Fe-Alhama. Consta de tres vías y dos andenes, uno central y uno lateral.

## Cultura

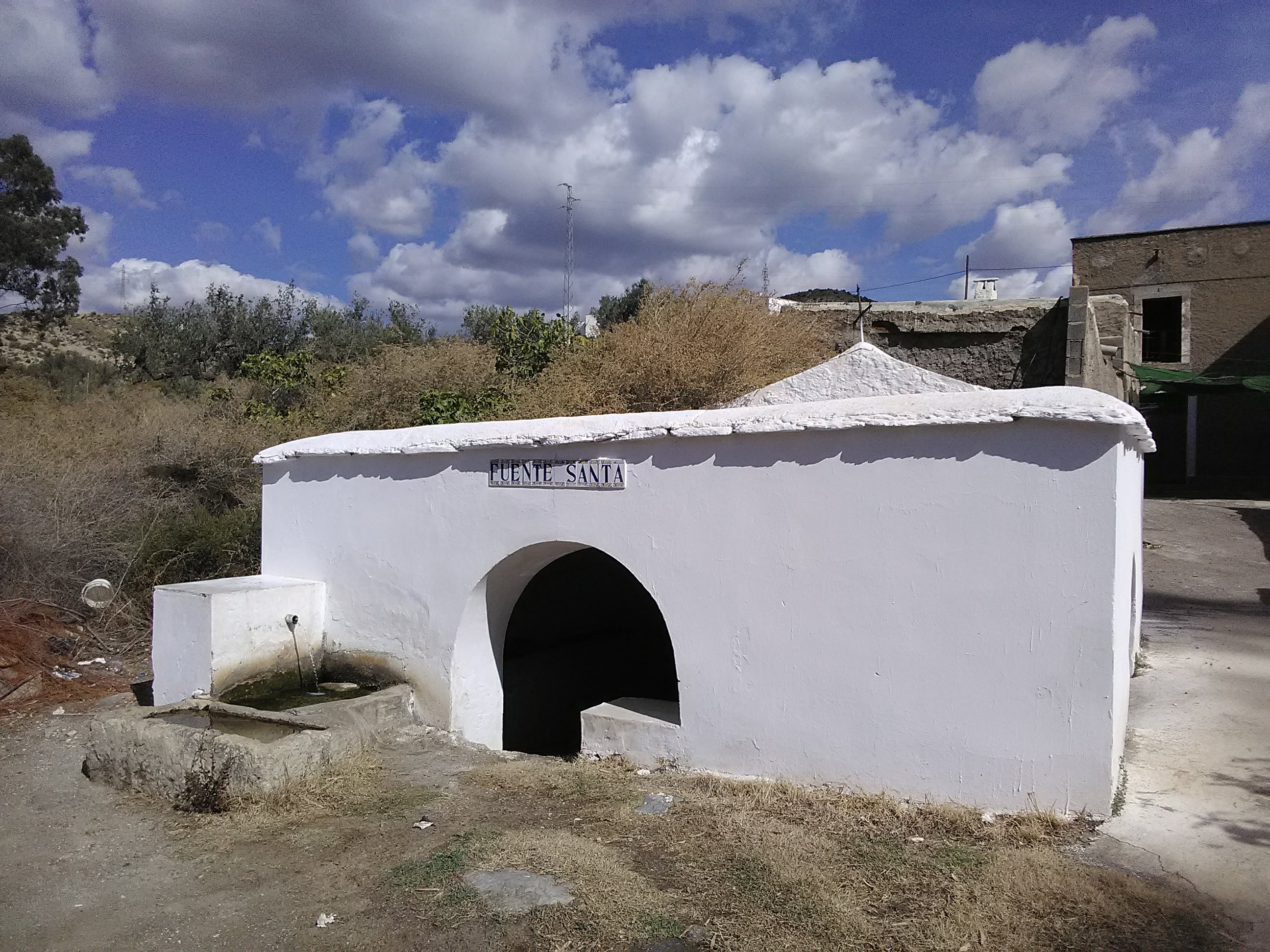
Fuente que le da nombre al despoblado

### Monumentos
El sitio más representativo del antiguo núcleo, que le da nombre, es la fuente de agua potable. En la Guía del Bañista, publicada en 1876, se menciona:

En la rambla de Gérgal y a una legua de la población se halla la Fuente Santa, cuya agua es de 23º, y contiene hidrógeno sulfurado. Se emplea contra todas las enfermedades cutáneas y es muy concurrida.

Fuente Santa también tiene una ermita en cuyo interior alberga una imagen de la Virgen de Fátima. Antiguamente, antes de ser ermita, era escuela pública con una maestra titular.

### Fiestas
La fiesta de Fuente Santa continua hoy en día celebrándose el primer sábado de agosto de cada año. Ese fin de semana se dan cita en la pedanía numerosas personas ligadas de una u otra forma con el lugar, además de otros visitantes. Por la tarde del mismo sábado se realiza una procesión de la patrona, la Virgen de Fátima, con posterior misa. Por último hay una cena popular y la tradicional verbena.